# Скрадоаса (Ковасна)
Скрадоаса (рум. Scrădoasa) насеље је у Румунији у округу Ковасна у општини Инторсура Бузаулуј. Oпштина се налази на надморској висини од 737 m.

## Становништво
Према подацима из 2002. године у насељу је живело 168 становника, од којих су сви румунске националности.